# Agathia zonarius
Agathia zonarius är en fjärilsart som beskrevs av John Obadiah Westwood 1842. Agathia zonarius ingår i släktet Agathia och familjen mätare. Inga underarter finns listade i Catalogue of Life.